# Hötjärnen (Söderbärke socken, Dalarna)
Hötjärnen är en sjö i Smedjebackens kommun i Dalarna och ingår i Norrströms huvudavrinningsområde.